# Lode Willems
Lode Willems (Etterbeek, 6 april 1948) is een Belgisch voormalig diplomaat.

## Levensloop
Lode Willems studeerde politieke wetenschappen en internationale betrekkingen aan de Vrije Universiteit Brussel en de Yale-universiteit in de Verenigde Staten.
Hij ging in 1976 in dienst bij Buitenlandse Zaken. Zijn eerste post was bij het Internationaal Energieagentschap in Wenen. Achtereenvolgens was hij adviseur van vice-eersteminister en minister van Economische Zaken Willy Claes (BSP/SP) (1977-1981), adjunct-secretaris-generaal van de Benelux Economische Unie (1981-1985), politiek adviseur op de ambassade in Kinshasa (1985-1988), adviseur van vice-eersteminister en minister van Economische Zaken Willy Claes (SP) (1988-1991), adjunct-permanent vertegenwoordiger bij de Europese Gemeenschap (1991-1992) en kabinetschef van minister van Buitenlandse Zaken Willy Claes (SP) (1992-1994).
Willems was permanent vertegenwoordiger bij de Verenigde Naties en de Wereldhandelsorganisatie in Genève (1994-1997), ambassadeur in Londen (1997-2002) en ambassadeur in Berlijn (2002-2006).
In 2006 stapte hij over naar de privésector. Hij werd directeur External and Governmental Affairs van de bank Fortis (later BNP Paribas Fortis) en in 2013 werd hij adviseur van de CEO en COO van BNP Paribas Fortis. Willems is medeoprichter en CEO van Edwards & Willems. Hij is of was ook:
- voorzitter van de commissie Internationale Relaties van het Verbond van Belgische Ondernemingen (2007-2013)
- bestuurder van BASF Antwerpen
- bestuurder van het Festival van Vlaanderen Brussel
- medeoprichter en covoorzitter van de Belgo-British Conference
- voorzitter van Forum 2040 (Brussels Airport Company)[2]